# Tim Drake
Tim Drake is een personage en imaginaire superheld uit de strips van DC Comics. Hij was de derde Robin, en veranderde na de schijnbare dood van Bruce Wayne zijn naam in Red Robin. Hij werd bedacht door Marv Wolfman en Pat Broderick. Hij maakte zijn debuut in Batman #436 vol. 1, augustus 1989. In augustus 2021 maakte DC Comics bekend dat Tim Drake biseksueel is.

## Biografie

### Introductie
Tim Drake is de zoon van Jack en Janet Drake. Als jongetje bezocht hij met zijn ouders Haly's Circus. Voor de show zag hij de acrobaten van de hoofdact, the Flying Graysons, en hij vroeg om een foto. Vol bewondering aanschouwde hij de show, totdat de touwen van de trapezes braken en John en Mary Grayson neerstortten er stierven. Tim zou deze gebeurtenis nooit vergeten.
Op 9-jarige leeftijd had Tim de identiteiten van Batman en Robin (Dick Grayson) ontdekt door een ingewikkelde acrobatische beweging van Robin te herkennen die hij eerder had gezien bij the Flying Graysons. Geïnspireerd door de twee helden, trainde Tim zichzelf in vechtsporten, acrobatiek, detective vaardigheden en meer om zowel fysiek als intellectueel beter te worden. Toen Tim dertien jaar oud was, zag hij dat Batman roekeloos en gewelddadig was geworden na de moord van de tweede Robin (Jason Todd) door de Joker. Uiteindelijk greep Tim in, en na veel overleg werd hij de derde Robin.

### Robin (1989-2009)
Als Robin sloot Tim zich aan bij Young Justice, waar hij goede vrienden werd met Superboy. In 2003 werd hij lid van de nieuwe Teen Titans, bestaande uit Superboy, Starfire, Wonder Girl (Cassie Sandsmark), Beast Boy en Cyborg.
Tim moest veel verliezen verdragen, nadat zijn vader tijdens Identity Crisis werd vermoord door Captain Boomerang, zijn beste vriend gedood werd door Superboy-Prime in Infinite Crisis, en het leek alsof zijn vriendin, Stephanie Brown, gestorven was in Batman: War Games. Om Superboy te eren nam Tim een nieuwe outfit aan, in de kleuren van Superboys kostuum. Na de dood van zijn vader werd Tim door Bruce geadopteerd, en werd zijn naam Tim Drake-Wayne.

### Red Robin (2009-2011)
Nadat de schijnbare dood van Batman in Batman R.I.P. en Final Crisis, nam Dick Grayson de mantel van Batman over en werd Damian Wayne de nieuwe Robin. Hierdoor werd Tim gedwongen om afstand te nemen van zijn titel. Niet gelovend in de dood van zijn mentor, ging hij op een wereldwijde zoektocht naar Bruce onder de naam Red Robin.
Nadat Batman was teruggekeerd, sloot Tim zich opnieuw aan bij de Teen Titans, en nam de positie van teamleider aan.

### The New 52 en DC Rebirth (2011-heden)
Tim Drake heeft in The New 52, de grote herstart van het DC universum, een ietswat ander achtergrondverhaal, net als vele andere personages. Hij is nu een talentvolle atleet en een computer genie die dicht bij het ontdekken van de Batmans identiteit komt, maar er nooit helemaal uitkomt. Wanneer Tim Batman uiteindelijk toch vindt en de rol van de nieuwe Robin hem wordt afgewezen, besluit hij Batman naar hem te brengen, door de bankrekening van Penguin te hacken en miljoenen dollars te doneren waardoor zijn familie in gevaar komt. Batman weet Tim en zijn familie net op tijd te redden, maar Tims ouders moeten in getuigenbescherming. Ze vinden dat Tim beter verdient, en vragen Bruce om voor hem te zorgen. Bruce stemt in. Tim neemt de superheldennaam Red Robin aan, in plaats van Robin, uit respect voor zijn overleden voorganger, Jason Todd.
In de New 52 is Tim voor het eerst te zien in Teen Titans #1. Hij is de leider en oprichter van het team.
In DC Rebirth heeft Tim een outfit die erg lijkt op zijn oorspronkelijke pre-Flashpoint kostuum, maar in plaats van één R op zijn borst heeft hij er twee. Hij is lid van Batman en Batwomans team in Detective Comics, samen met Orphan, Spoiler, en Clayface. In een gevecht tegen een militaire organisatie genaamd The Colonists, offert Tim zichzelf op om honderden onschuldigen te redden, door de aanvalsdrones te hacken en zichzelf het doelwit te maken. Hij versloeg de eerste golf, maar was schijnbaar gedood door de tweede golf.
Tim was echter enkele momenten voordat hij neergeschoten werd geteleporteerd naar onbekende plek, en wordt momenteel gevangen gehouden door Mister Oz. Hij zwoer dat zijn vrienden hem zouden vinden.

## Krachten en vaardigheden
Tim heeft geen superkrachten, maar al voor hij Robin werd, was Tim Drake zeer atletisch en had zichzelf getraind in meerdere vechtsporten, waaronder karate en judo. Later kreeg hij ook nog training van grote vechtsporters, zoals Batman en Lady Shiva. Tim vecht vaak met een bo-staf en heeft meerdere batarangs.
Van alle Robins, en misschien wel de hele Batman family, is Tim het slimst. Hij heeft zijn intellectuele vaardigheden gebruikt om achter meerdere identiteiten van superhelden te komen, zoals die van Superman en Flash. Door zijn intellect blinkt hij uit in computerwetenschappen, en diverse wetenschappelijke technieken, waaronder biologie, techniek en genetica. Ook is hij een buitengewone detective, wat benadrukt werd door Ra's Al Ghul, die hem, nadat Tim zijn plan om iedereen waar Bruce Wayne van hield te vermoorden, aansprak met "Detective", een titel die altijd slechts voor Batman was gereserveerd.

## In andere media

### Animatie
- Tim verscheen voor het eerst in de DC Animated Universe als de tweede incarnatie van Robin.
  - Zijn allereerste verschijning is in The New Batman Adventures. Hij is Robin nadat Dick Grayson Nightwing is geworden.
  - Tim maakt als Robin meerdere gastoptredens in andere shows van de DCAU. Hij werkt samen met Superman in Superman: The Animated Series[6] en met Static in Static Shock[7][8]. Hij heeft een ondersteunende rol in de geanimeerde film Batman: Mystery of the Batwoman, en maakt meerdere cameo's in de Justice League  serie.
  - In de animatiefilm Batman Beyond: Return of the Joker is Tim ontvoerd door de Joker, en net zolang gemarteld totdat hij al Batmans geheimen prijsgeeft en de jongen gek wordt. Als de krankzinnige Joker Jr. doodt hij later de Joker, en lijdt dan aan een zenuwinzinking. In de toekomst is hij volledig genezen en een communicatie-ingenieur met een gezin. Door de Joker is de 53-jarige Tim uiteindelijk getransformeerd in een nieuwe versie van de Joker via gestolen genetica technologie van Cadmus die de geest, herinneringen en het DNA van de schurk bevat. Hij is eindelijk vrij wanneer de Jokers genetische chip wordt vernietigd door de nieuwe Batman (Terry McGinnis).
- In Young Justice komt Tim voor in seizoen 2, als de derde Robin. Vanwege de vele personages was Tim voornamelijk een achtergrondpersonage. Zijn stem werd gedaan door Cameron Bowen. In het derde seizoen, Young Justice: Outsiders, zal Tim terugkomen. Of dit is in de rol van Red Robin of Robin is nog onbekend.

### Vidoespellen
- In Batman: Arkham City is Tim Drake een bespeelbaar personage. Deze versie van Drake is duisterder dan zijn stripversie, zodat hij beter bij de toon van het spel past. Zijn kostuum is anders, hoewel het nog steeds de originele rood en gele kleuren bevat. Tim Drake is de derde versie van Robin in de Batman: Arkham series. Zijn stem werd ingesproken door Troy Baker.
- Robin verschijnt ook als een vast personage in Batman: Arkham Knight. Tevens is hij in dit spel ook een speelbaar personage. In dit spel werd de stem van Robin ingesproken door Matthew Mercer.
- Tim Drake is Batman's rechterkant in de LEGO videospellen: LEGO Batman: The Videogame, LEGO Batman 2: DC Super Heroes, LEGO Batman 3: Beyond Gotham. Tim Drake's stem voor het eerste spel werd ingesproken door James Arnold Taylor. Voor de andere twee spellen werd de stem ingesproken door Charlie Schlatter.